# Der kleine Lord (1921)
Little Lord Fauntleroy ist ein Stummfilm mit Mary Pickford aus dem Jahre 1921. Regie führten ihr Bruder Jack Pickford und Alfred E. Green. Der Film basiert auf dem Roman Der kleine Lord von Frances Hodgson Burnett.

## Handlung
In den 1880er-Jahren wächst der Junge Cedric „Ceddie“ Errol nach dem Tod seines Vaters in New York bei seiner amerikanischen Mutter Mrs. Errol und der Dienerin Mary auf. Sein Großvater väterlicherseits, der englische Earl von Dorincourt, ignoriert die Familie seit Jahren, weil er Amerikaner ablehnt. 
Doch als alle anderen möglichen Erben gestorben sind, sendet er seinen Verwalter Havisham nach New York, um Cedric nach England zu holen. Mrs. Errol zögert zunächst, dann reist sie mit ihrem Sohn nach England zum Großvater. Zwar trägt Cedric nun den Titel „Lord“, doch seine Mutter darf nicht mit ihm im Schloss leben, sondern nur in einem naheliegenden Gehöft. Cedric erobert bald die Herzen der Menschen im Schloss und das seines zunächst strengen Großvaters.
Da erfährt Mr. Havisham, dass Cedric doch nicht der richtige Erbe sein soll. Die Amerikanerin Minna Tipton erklärt, dass ihr Sohn Tom ebenfalls Enkel des Earls, vor Cedric geboren und somit rechtmäßiger Erbe sei. Cedric schreibt davon in einem seiner Briefe nach Amerika an seinen Freund, den Gemischtwarenhändler Silas Hobbs. Ein anderer Freund, der Schuhputzer Dick, erkennt Minna auf einem mitgeschickten Foto als ehemalige Gattin seines Bruders Ben. Tom ist in Wahrheit ihr gemeinsamer Sohn. Hobbs, Dick und Ben reisen gemeinsam nach England und entlarven Minna als Schwindlerin.
Während Cedric geschult werden soll, seine Rolle als Adliger angemessen auszuüben, findet parallel eine Entwicklung in seinem Großvater statt. Ursprünglich lediglich in der Absicht, dem überaus positiven Bild, das Cedric von seinem Großvater hat, nicht zu widersprechen, verändert sich der kaltherzige alte Mann tatsächlich. Er beginnt, seiner Verantwortung für seine Untergebenen und besonders die Bedürftigen gerecht zu werden und zeigt allmählich Interesse und Hilfsbereitschaft. Auch Cedrics Mutter ist schließlich bereit, in das Schloss zu ihrem Sohn zu ziehen.

## Hintergründe
Bereits 1917 hatte Mary Pickford mit The Little Princess einen populären Film hingelegt, der mit Sara, die kleine Prinzessin auf einem Werk von Frances Hodgson Burnett beruhte. Auch die zweite Burnett-Verfilmung durch Mary Pickford wurde ein voller Erfolg: Der kleine Lord nahm an den Kinokassen für damalige Zeit beachtliche 1,1 Millionen US-Dollar ein. Er wurde einer der großen Erfolge von Mary Pickford, die sowohl den Lord Fauntleroy als auch seine Mutter spielte und für die Produktion verantwortlich war. Da Mary Pickford die zwei Rollen übernahm, musste die dreisekündige Begegnung der beiden vom Kameramann Charles Rosher insgesamt 15 Stunden gedreht werden, um die Szene mit verschiedenen Tricks echt wirken zu lassen.
Der spätere US-Starkomiker Milton Berle ist in einer kleinen Rolle zu sehen.

## Kritiken
Die zeitgenössische Kritik des Variety urteilte, Little Lord Fauntleroy sei ein „perfekter Pickford-Film“. Die Hauptdarstellerin würde in ihrer Doppelrolle schauspielerische Vielfältigkeit beweisen, indem sie einerseits die trauervolle Mutter, andererseits das verspielte Kind überzeugend darstellen würde. Der Film sei nicht sensationell, aber eine „menschliche und ansprechende Geschichte.“